# Villa Durante
La Villa Durante (en italien, Villino Durante) est un bâtiment représentatif du style humbertien à Rome, situé dans le quartier Villa Patrizi, conçu et construit en 1892 par l'architecte Giulio Podesti, pour le cofondateur de la Policlinico Umberto I, Francesco Durante.

## Architecture
La façade, de style néo-Renaissance, est divisée en deux ordres et possède un pronaos composé de quatre colonnes doriques en marbre de Taormine, qui soutiennent un balcon à l'étage supérieur. Sur les côtés du pronaos, il y a deux niches qui, dans le projet d'origine, auraient dû abriter deux statues, actuellement absentes. À l'étage supérieur, toujours sur la façade d'entrée, il y a trois fenêtres encadrées par des demi-colonnes corinthiennes, qui sur les côtés se transforment en pilastres couronnés d'entablement. Le bâtiment se termine par une corniche sur laquelle sont gravés des vers latins, «Partie de la plume brillante du prof. Occioni, sauf celui qui est d'Horace et que je laisse au lecteur à deviner » 

## Usages
La Villa Durante était l'une des maisons représentatives construites à Rome pour manifester l'importance de l'État: la représentation pouvait être l'expression d'un bureau politique ou d'une institution politique. C'est pourquoi la villa a fini par partager le même sort qu'une partie des villas romaines des familles patriciennes, c'est-à-dire, être transformée d'un lieu privé en un lieu public. Au début des années 1920, il a été acheté par le gouvernement de la Confédération suisse pour abriter le siège de l'ambassade à Rome. La Villa Durante, cependant, était mal adaptée à l'usage d'une ambassade, en fait le bâtiment a la structure typique d'une maison privée, convenable pour vivre. Au tournant des années d'après-guerre, sa particularité artistique la destine à être le siège de l'Académie d'art dramatique dirigée par Silvio D'Amico. Dans les salles de la Villa Durante, les meilleurs acteurs de des spectacles des années 60 ont été formés; cette fois, la structure de l'environnement favorise probablement la formation et l'enseignement. Les grandes salles se prêtent bien à contenir des salles de classe et des laboratoires où il est possible de continuellement imiter une scène; le rez-de-chaussée était donc dédié à la mise en scène, au mime, à la scénographie, à la danse et les salles étaient les plus utilisées pour les répétitions. Mais bientôt le siège de la Villa Durante sera trop inadapté à de nouveaux besoins; en fait, 1964 est la dernière année où l'Académie y a son siège.
Dans les années 1980, la villa a été achetée par l'EPPI (Agence de sécurité sociale) et est devenue son siège jusqu'en 2016. Depuis 2016, il est le siège de l'ambassade des Émirats Arabes Unis.

## Images

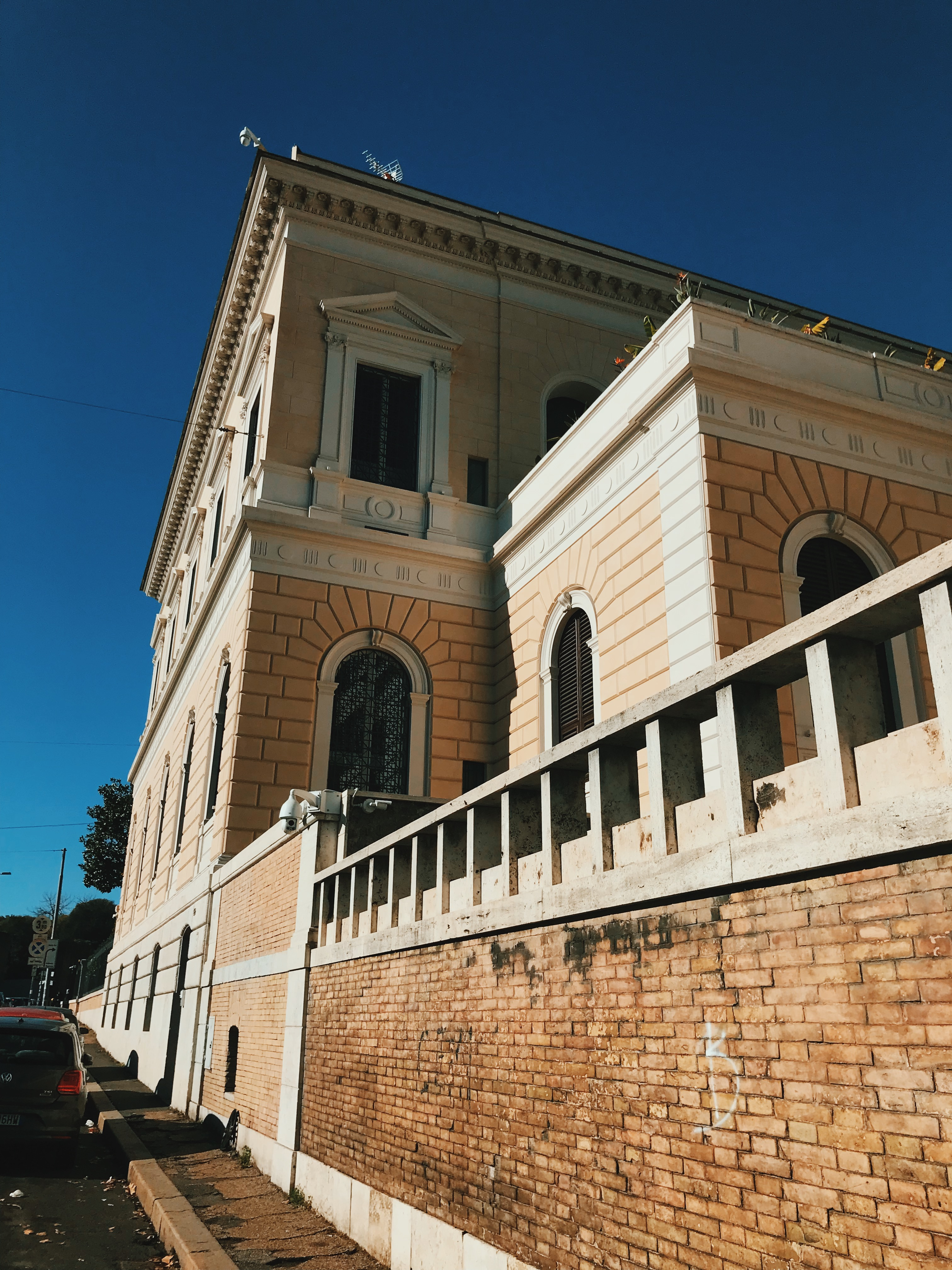
Détail de l'extérieur de la villa
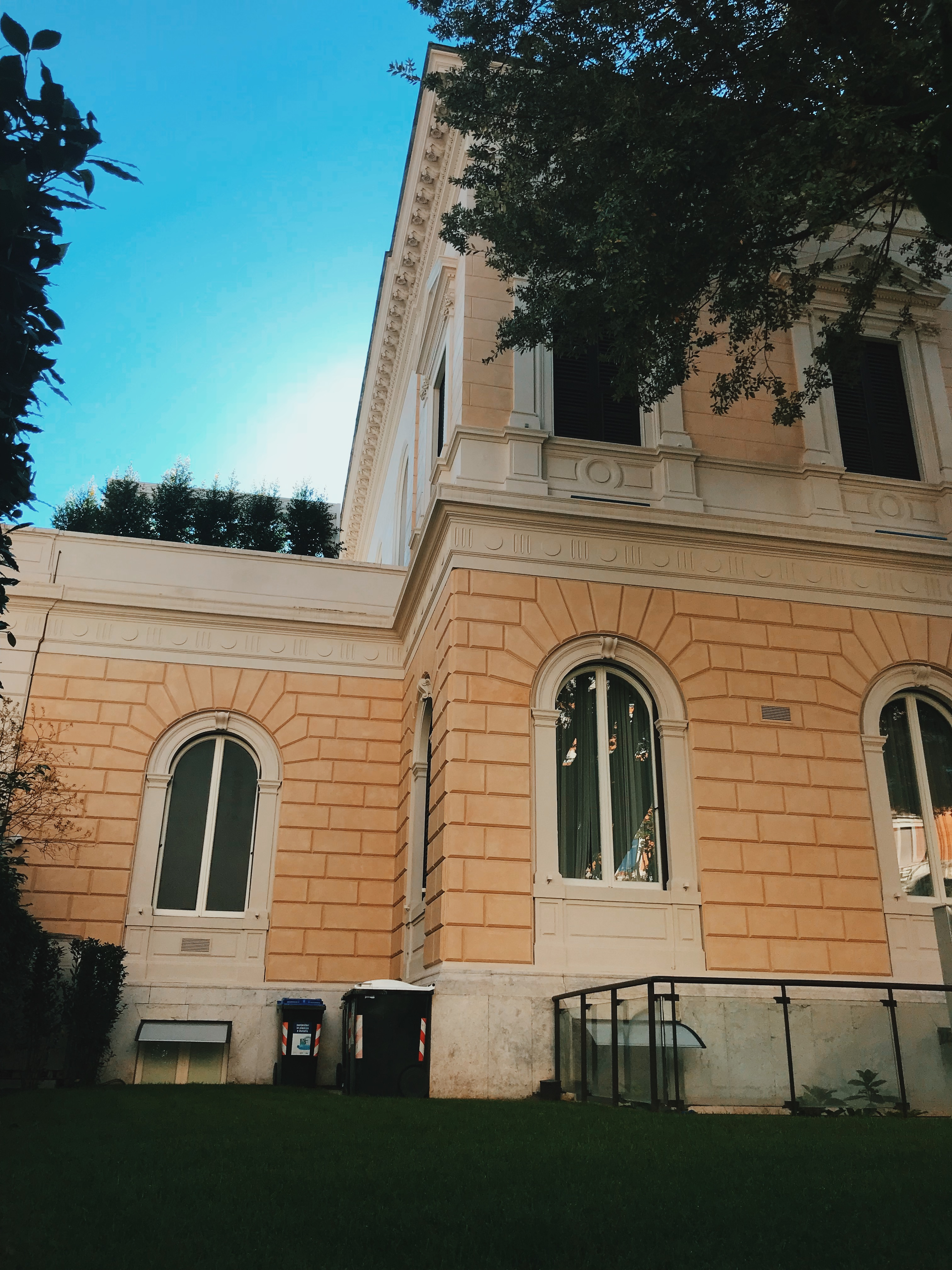
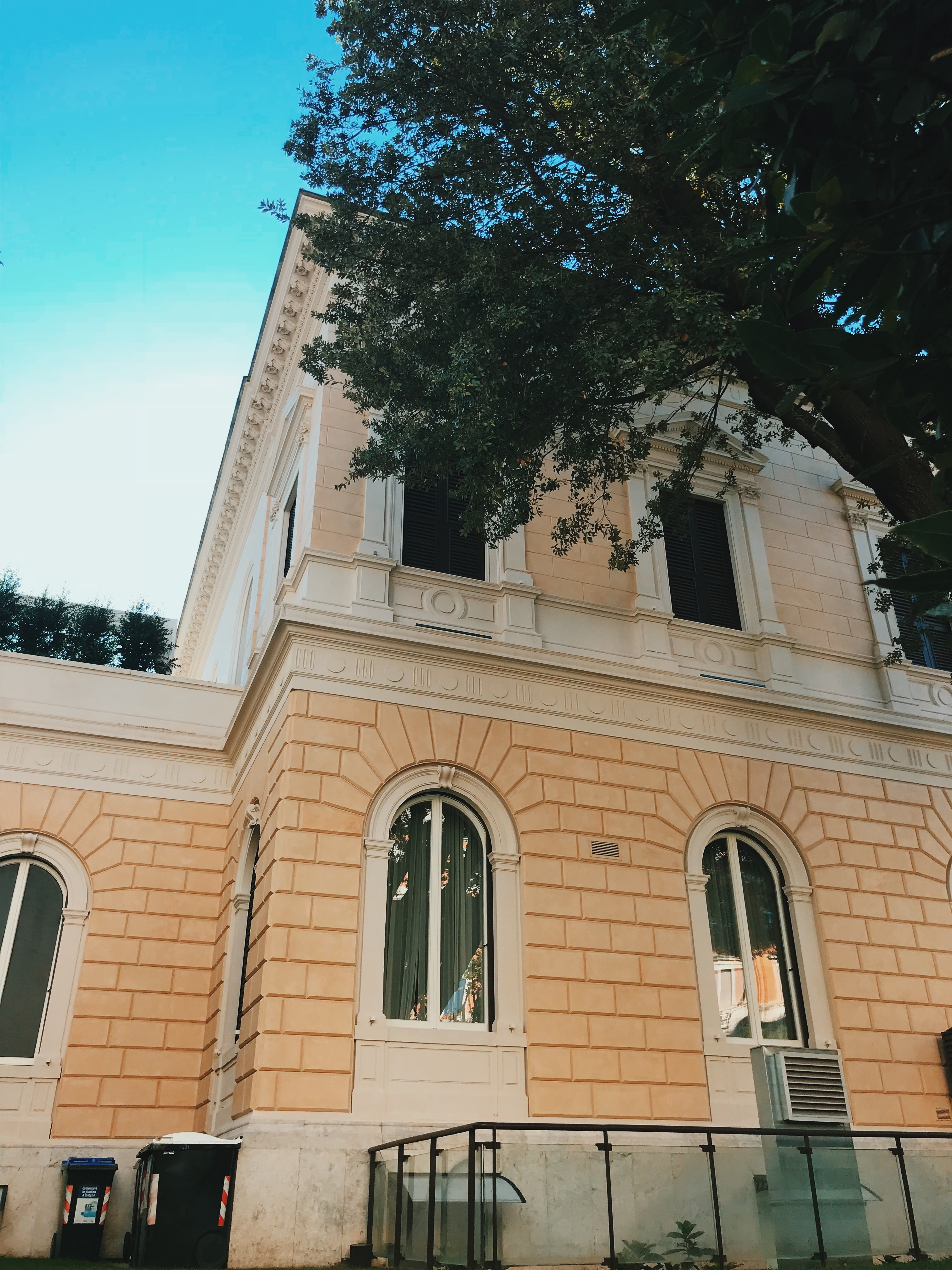